# Corisco & Dadá
Corisco & Dadá é um filme brasileiro de 1996, do gênero drama, baseado em fatos reais, roteirizado e dirigido por Rosemberg Cariry.

## Sinopse
O filme conta a história de Corisco, cangaceiro conhecido como "Diabo Loiro", e sua mulher, Dadá, que aos 12 anos é raptada e estuprada por ele. Com o tempo, ela se integra ao bando, que tenta se livrar das emboscadas armadas por Zé Rufino, chefe da polícia volante que pôs a prêmio a cabeça do cangaceiro.

## Elenco
- Chico Díaz .... Corisco
- Dira Paes .... Dadá
- Virginia Cavendish.... Lídia
- Regina Dourado
- Denise Milfont
- Chico Alves
- Maira Cariry
- Chico Chaves
- B. de Paiva
- Antônio Leite
- Teta Maia
- Luiz Carlos Salatiel....Gitirana
- Abidoral Jamacaru... Cego Aderaldo

## Locações
O filme foi rodado na região do Cariri, no sul do Ceará, entre as cidades de Barbalha, Crato, Missão Velha, Farias Brito, e Exu, em Pernambuco [carece de fontes?].

## Prêmios e indicações[2][3]
Festival de Brasília (1996)
- Venceu na categoria de melhor atriz (Dira Paes).

Festival de Gramado (1996)
- Venceu  na categoria de melhor ator (Chico Díaz).
- Indicado na categoria de melhor filme.

Festival de Havana (1996)
- Venceu na categoria de melhor edição (Severino Dadá)
- Indicado ao Grand Coral (Rosemberg Cariry).

Festival de Cuiabá (1996)
- Recebeu o prêmio Coxiponé na categoria de melhor atriz (Dira Paes).

## Na Cultura Popular
O filme é satirizado na Sitcom Sai de Baixo, no episódio "Rainha do Cangaço" em que Miguel Falabella, como Caco Antibes, atuava tanto como diretor quanto Corisco, o "Diabo Loiro".